# 시지온
시지온(CIZION)은 온라인 소셜 댓글 서비스 '라이브리'을 운영하는 커뮤니케이션 기술 전문 기업이다. 라이브리는 대한민국 최초의 소셜 댓글 서비스이다.

## 역사
주식회사 시지온은 2009년 1월 5일 개인회사로 설립되었다가, 2011년 1월 1일 법인회사로 전환되었다. 기업명인 CIZION은 Civilization을 의미하는 단어로, 지식 정보 문명에 기여하기 위해 모인 김범진, 김미균을 비롯한 3명의 창업자들이 설립하였다. 2009년 12월 3일에 벤처기업협회에 등록되었다.
2011년 11월 3일, 소셜 댓글 라이브리를 서비스하는 벤처기업 '시지온'은 SNS 뉴스 사이트 위키트리를 운영하는 '소셜뉴스'와 업무협약을 맺었다. ‘라이브리’ 사용자들이 ‘위키트리’에서도 소셜 댓글을 이용할 수 있게 된 것이다. 이 MOU를 통해 ‘위키트리’는 메인 뉴스 사이트 뿐 아니라 OPM(One Person Media) 서비스에도 ‘라이브리’를 활용하게 되었다. 또한 ‘라이브리’가 페이스북, 트위터, 미투데이, 다음 요즘 등 다양한 SNS 아이디를 로그인 아이디로 지원하기 때문에 기존에 페이스북으로만 로그인할 수 있었던 불편함을 해결할 수 있게 되었다. ‘위키트리’를 방문한 SNS 사용자들은 게시물 하단에 위치한 ‘라이브리’에서 소셜 댓글을 작성함으로써 SNS로 기사를 더욱 활발하게 공유하고 소통할 수 있게 되었다. ‘위키트리’는 트래픽의 70%가 SNS에서 유입되는 온라인 뉴스 사이트로 블로터닷넷 창간 5주년 기념 특집 기획에서 트위터에서 가장 영향력이 큰 언론사로 선정되기도 했다.
2011년 11월 16일, 박원순 서울시장 취임식을 판도라 TV와 에브리온 TV를 통해 인터넷 생중계하였다. 시지온은 이 서울시장 취임식에 맞춰 소셜 댓글 서비스 라이브리를 서울시장 공식 홈페이지에 2011년 11월 14일부터 2011년 11월 18일까지 제공하였다. 2010년 11월 16일, 박원순 서울시장 온라인 취임식 공식 홈페이지에 설치된 라이브리에는 1시간에 3500여 개의 댓글이 달리기도 하였다. 2012년 2월 9일, 시지온은 선거철을 맞아 ‘2012 총선 당선 기원’ 프로젝트를 진행했는데, 2012년 4월 11일에 실시되는 제 19대 국회의원 선거를 앞두고 후보자와 예비후보자 모두에게 라이브리 프로버전을 무료로 제공하는 프로젝트를 진행했다.

## 상훈
- 2009년 12월 18일: 연세벤처대상 학생벤처부분 수상 (연세대학교)
- 2010년 12월 9일: 대한민국 대학생 벤처창업 경진대회 대상 (서울대학교, 블루런벤처스)
- 2010년 12월 10일: 소셜벤처 전국경연대회 최우수상 (고용노동부)
- 2012년 12월 13일: 2012 인터넷에코어워드 클린인터넷 대상 (방송통신위원회)
- 2013년 11월 25일: 제25회 정보문화기술상 국무총리상 (미래창조과학부)
- 2014년 6월 14일: 제2회 대한민국 사랑받는 기업 정부 포상 (산업통상자원부)
- 2014년 7월 1일: 2014 우수 사회적기업 국무총리상 (한국사회적기업진흥원)